# دفتر محاسبة موحد
غالبًا ما يكون مفهوم دفتر المحاسبة الموحد جديدًا للأشخاص الذين يستخدمون أنظمة محاسبية تقليدية، على الرغم من بساطة فكرته، إذ تمتلك الأنظمة التقليدية النمطية دفتر المحاسبات العامة، ودفتر المشتريات، ودفتر المبيعات، ويسجل المحاسبون البيانات في تلك الدفاتر المتعددة الكبيرة، وتُنسخ الأرصدة الحسابية الدقيقة من دفتر إلى آخر بحيث يمكن للفرد إجراء مجموعة كاملة من الحسابات بناءً على تلك الأرصدة، وتُجرى أيضًا تسوية أي حسابات إضافية للتحكم من دقة العمليات الحسابية وذلك بالاعتماد على أن جميع الحسابات المجراة بواسطة الأفراد صحيحة تمامًا قبل إجراء أي عملية نقل أخرى أو إضافية.
في أواخر السبعينيات، اكتشف خبراء الكومبيوتر إمكانية كتابة أنظمة المحاسبة بواسطة برامج الكومبيوتر، وذلك بالاعتماد على متطلبات المحاسبين لتوفير أسهل حل يساعدهم ويمكن فهمه، وكانت هذه النقطة هي انطلاق برامج المحاسبة التي تقوم بالعمليات المحاسبية إما عن طريق توليد معلومات في الخلفية، أو عن طريق تجميع التحديثات في الدفاتر المحاسبية المختلفة معًا، وما لم يسأل عنه الخبراء هو سبب امتلاك المحاسبين لهذا العدد من الدفاتر المتنوعة، والسبب في ذلك ببساطة هو ان أمتلاك دفتر واحد يعني الاضطرار إلى تجميع القيم الحسابية في مكان واحد (البيع والشراء أو الاستلام نقدًا) ما يجعل الدفتر الواحد صعبًا في إدارته. لكن نظام المحاسبة الموحد له نمط مختلف، فهو دفتر واحد يُدرج فيه رقمان، هما الخصم والائتمان في نفس الوقت، وتضاف جميع الديون بقيم متساوية إلى كل الأرصدة، ونتيجة ذلك لا توجد حاجة إلى نقل العمليات والمعلومات من دفتر إلى دفتر.
ولا توجد حاجة للتوفيق بين الحسابات المستخدمة، ولن يخرج نظامك أبدًا عن الرصيد، ولا تحتاج إلى برامج تحقق من الجودة أو الصيانة.

## تحديد دفتر المحاسبة الموحد
في هذه الأيام يعني تطور الحوسبة المتاح أن العديد من بائعي البرامج المحاسبية يدّعون أن لديهم نظام محاسبة موحدًا للدفاتر المحاسبية، ولكن هذا غير حقيقي، فالعمليات الحاسوبية تضيف المدخلات الإضافية في النظام المحاسبي بسرعة كافية بحيث لا يلاحظ مستخدِم البرنامج ذلك، فكيف يمكنك تحديد ما إذا كان نظامك المحاسبي معياريًا أم موحدًا؟

### مضاعفة الخطوط
أحد شروط نظام المحاسبة الموحد هو أنه إذا أدخلت فاتورة شراء ذات ثلاثة سطور، فلن يكون لديك سوى ثلاثة سطور مكتوبة في قاعدة البيانات.
أما في نظام المحاسبة المعياري فيُعاد إنشاء خطوط الشراء في الخانات المناسبة مع إعادة ربطها بالفاتورة الأساسية، ما ينتج أربعة خطوط أو أكثر (حسب كيفية إنشاء البرنامج)، مع تكرار المعلومات المستخدمة. ففي نظام المحاسبة الموحد لا توجد خطوط مكررة ولا يكون ربط الخانات والبيانات ضروريًا.

### إبطاء الوقت
تخيل أنه أُجري إبطاء الوقت بحيث تستغرق أي عملية محاسبية بعد إدخال بيانات فاتورة الشراء الخاصة بك أكثر من 5 دقائق. فباستخدام نظام المحاسبة المعياري، توضع أول ثلاث سطور من فاتورتك على دفتر المحاسبة الخاص بالشراء، وتنتظر خمس دقائق، حتى ينشئ البرنامج سطرًا إضافيًا في دفتر المحاسبة العام، وتنتظر خمس دقائق لتحديد قيمة الحساب العام.
وهذا غير مناسب هذه الأيام، ومع ظهور أي خطأ ستقوم بإيقاف تشغيل النظام في منتصف إحدى هذه العمليات. ولكن النظام المحاسبي الموحد لا يمكن أن يكون غير متوازن (هذا على افتراض أن عناصر التحكم في قاعدة البيانات موجودة وصحيحة، وأول ثلاثة سطور في فاتورة الشراء تتم كتابتها بالكامل، أو لا تتم كتابتها على الإطلاق).

### بطء الإبلاغات والاستفسارات
تخزن جميع الأنظمة الحسابية الموحدة جميع بيانات المعاملات الحسابية في جدول واحد بسبب تصميمها، في حين أن لهذا بعض الفوائد من وجهة نظر التقارير واختصارها، إلا أن الأمر قد يصبح معقدًا للمستخدم حيث يتعين عليه تمييز الموردين عن العملاء والمعاملات الاسمية، بالإضافة إلى ذلك فإن نمو البيانات قد يجعل الحصول على بعض حسابات الأرباح والخسائر بطيئًا.